# Cristosende
Cristosende (llamada oficialmente Santa María de Cristosende) es una parroquia y un lugar del municipio español de La Teijeira, en la provincia de Orense, Galicia.

## Toponimia
La parroquia también es conocida por el nombre de San Salvador de Cristosende.

## Organización territorial
La parroquia está formada por cuatro entidades de población, constando tres de ellas en el nomenclátor del Instituto Nacional de Estadística español:
- Barrio (O Barrio)
- Casar do Mato
- Cristosende
- Quintairos

## Demografía

### Parroquia
| Gráfica de evolución demográfica de Cristosende (parroquia) entre 2000 y 2023 |
|                                                                               |
| Datos según el nomenclátor publicado por el INE.                              |

### Lugar
| Gráfica de evolución demográfica de Cristosende (lugar) entre 2000 y 2023 |
|                                                                           |
| Datos según el nomenclátor publicado por el INE.                          |